# Ferdinand Kindermann
Jan Ferdinand Kindermann, rytíř ze Schulsteinu (27. září 1740, Království u Šluknova — 25. května 1801, Litoměřice) byl český pedagog, katolický kněz a později litoměřický biskup v letech 1790–1801.

## Studium
Pocházel ze Šluknovska, odkud pocházela celá řada biskupů. Narodil se v rodině obchodníka s plátnem 27. září 1740. Rodina byla hluboce duchovně založena. Dva starší synové se stali řeholníky, jeden cisterciákem, druhý benediktinem, a působili na území dnešního Polska.
Z Ferdinanda vyrostl velice nadaný hudebník, hobojista a choralista. Byli to právě duchovní, kteří rozpoznali jak jeho hudební nadání, tak bystrost. Otec chtěl, aby po ukončení základní školy začal pracovat v jeho obchodě. Nakonec však Ferdinand dosáhl svého – na intervence šluknovských duchovních udělal zkoušky a byl přijat jako choralista do augustiniánského kláštera v Zaháni (některé historické prameny nesprávně uvádějí cisterciácký klášter v Neu Zelle).
V Zaháni Ferdinand studoval na gymnáziu v letech 1754 až 1760. Protože se chtěl věnovat duchovní službě, přešel do Prahy na filozofii a poté na teologii. I zde si finančně vypomáhal především jako kostelní hobojista. Znalost hudby mu získala řadu podporovatelů a příznivců, a tak mohl pokračovat ve studiu teologie, byť s hudbou nikdy nepřestal. Po dokončení studia ho 3. března 1765 pražský světící biskup Kayser vysvětil na kněze.
Mladý duchovní měl zájem o vědeckou práci, a proto využil pozvání hraběte Jana Buquoye, aby mohl vedle práce vychovatele dále soukromě studovat. Jelikož se snažil své pedagogické znalosti zdokonalovat, věnoval svou pozornost cizím jazykům, zvláště francouzštině.
Nejdříve úspěšně získal bakalaureát a pak licenciát, v srpnu 1766 následoval doktorát ze spekulativní dogmatiky a nakonec dosáhl titulu doktora teologie (ThDr).

## Základní školství
Roku 1766 věnoval Kindermann litoměřickému biskupovi Valdštejnovi své první překladatelské dílo „De successione discursus“.
Hrabě Buquoy byl s Kindermannovou činností velmi spokojen, a nabídl mu proto od konce září 1771 uvolněné místo faráře v jihočeské Kaplici. Poskytl mu dokonce zvláštní stipendium na studijní cestu do Německa, zvláště Zaháně. Během své cesty se Kindermann seznámil s velkým reformátorským dílem o školství zaháňského probošta J. I. Felbigera, který zorganizoval katolické školství i v Lužici. Ještě před svou cestou byl Kindermann jmenován osobním děkanem.
Po návratu se rozhodl vytvořit nový typ základní katolické školy. Byl natolik úspěšný, že již v roce 1772 vydal samostatnou publikaci „Farní škola v Kaplicích“, zde totiž zaznamenal úspěchy v reorganizaci školy. Úroveň publikace vzbudila značnou pozornost nejen u odborné školské veřejnosti, ale dokonce přímo u dvora, který právě vyvíjel značné úsilí o zlepšení úrovně školství v monarchii. Proto již roku 1774 jmenovala císařovna Kindermanna nejvyšším školským dozorcem pro Čechy. Kindermannovi se podařilo zřídit zvláštní katedru pedagogiky při Malostranském gymnáziu v Praze. Záhy se tam, kde působili absolventi této katedry, úroveň školství podstatně zvýšila.

## Ve službách Marie Terezie
Marie Terezie za to udělila Kindermannovi nejen osobní pochvalu, ale i peněžitou odměnu. Roku 1775 pak rozhodla o nové školské reformě. Byli jí pověřeni zaháňský probošt Felbiger a Kindermann.
Další vzestup Kindermannovy kariéry následoval 18. dubna 1777, kdy ho císařovna povýšila do rytířského stavu a získal případný predikát „rytíř ze Schulsteinu“. Ke znaku si zvolil heslo „Rerum magistra secundum normam“. Současně byl jmenován děkanem kolegiátní kapituly Všech Svatých na Hradčanech. Do Kaplice se už nevrátil, zůstal v císařských službách a rozhodl se osobně přesvědčit o konkrétní úrovni a stavu školství v Čechách. Vypracované hodnocení vedlo k tomu, že Kindermann dostal roku 1778 vlastního sekretáře, litoměřického diecezána Fr. Scholze.
Jelikož měl Kindermann stále ještě na starosti farní úřad Kaplice, požádal, aby byl této funkce zproštěn. Současně se obrátil s prosbou, aby byl dosazen na malý statek v bezprostřední blízkosti Chotče, patřící děkanu kapituly Všech Svatých. Pro určité komplikace se však Kindermannova žádost odložila. Když získal rytířský titul (nobilitace), byla na statku vyčleněna budova pro kapitulní děkanství. Protože nebyla rekonstrukce domu dokončena, byla Kindermannovi vyplácena peněžní náhrada ve výši 300 zlatých ročně.
V roce 1777 ho Marie Terezie jmenovala infulovaným opatem v Petar v Uhrách.
V této době sepsal Kindermann reformní školská statuta. Podle nich se měly ve všech sídlech farností zřizovat tzv. triviální školy, v nichž se vyučovalo v mateřské řeči žáků. Obsah výuky tvořila soustava předmětů – náboženství a tzv. trivium čtení, psaní a počítání. Tyto školy musela zřizovat a financovat vrchnost, která pečovala o patronát farnosti. Na ně navazovaly tzv. hlavní školy, zřizované především ve větších městech. Krajská města pak měla přímo povinnost tento typ školy zřídit. Podle osnov se zde pak přednášely i další předměty, ovšem již jen v němčině. To později vedlo k snahám českých obrozenců nahradit ji češtinou, čímž stoupalo napětí mezi oběma národnostmi. Uvedená reforma byla natolik úspěšná, že se v letech 1772 až 1780 počet triviálních škol v Čechách ztrojnásobil a školy na kamerálních panstvích (patřících monarchii či Habsburkům) se staly vzorovými. V kronice „Babylon Bohemiae“ posuzoval kanovník Locateli Kindermannův podíl na reformě školství.

## Vrchní dohlížitel
V poslední čtvrtině 18. století se na Valašsku rozšířily vážné náboženské nepokoje. Byla proto vytvořena zvláštní vyšetřující komise pod vedením svobodného pána Kressla a pozdějšího královéhradeckého biskupa Jana Leopolda Haye; členem se stal i Kindermann. Protože jeho jednání bylo obecně ve Vídni vysoce ceněno, stal se v této záležitosti důvěrníkem císařovny.
V souvislosti s tereziánsko-josefínskými reformami jmenovala císařovna Kindermanna i vrchním dohlížitelem nad bývalou jezuitskou kolejí v Bohosudově. Kindermann se pečlivě staral jak o školství, tak i o statek Soběchleby, který k Bohosudovu patřil. V duchu svých cílů zde založil hlavní školu, ke které byla roku 1832 připojena i tzv. preparanda (vyučování pro učitele). Tak se Kindermann vrátil do své rodné litoměřické diecéze.

## Ve službách Josefa II.
Nový císař Josef II. ho již 24. prosince 1781 jmenoval vyšehradským proboštem, jemuž patřil i mensální statek v Žitenicích. Ve jmenovacím dekretu se výslovně uvádějí Kindermannovy zásluhy o školskou reformu. Dne 29. června 1782 se na Vyšehradě konala jeho slavnostní instalace a na památku byly vydány zvláštní pamětní mince. Vyšehradské proboštství, v té době přestavované a neobyvatelné, získalo Kindermannovo zásluhou poměrně značnou finanční náhradu. Odhaduje se, že jeho celkový příjem činil nejméně 2 700 zlatých ročně.
Nevelké žitenické panství, ležící ve velmi úrodné ovocnářské oblasti, bylo měrně výnosné. Kindermann se dokonce zasloužil o proslulé pěstování meruněk v tomto regionu. Ani zde nezapomínal na školství a právě v Žitenicích založil první odbornou zemědělskou školu v celém Rakousku. Kindermann velice rád pobýval v Žitenicích i v nedaleké poustevně Skalici přeměněné na letohrádek.
Kindermann se podílel i na některých radikálních josefínských reformách, a to byla likvidace např. literátských bratrstev nebo zřízení chudinského ústavu v Praze.
Ačkoli nadále zůstal členem duchovní komise v Čechách, ubíral se jeho myšlenkový vývoj již tak radiální cestou, že koncem roku 1792 vstoupil do zednářského řádu – do pražské lóže „Pravda a Jednota“. Když bylo v roce 1794 zednářství oficiálně zakázáno, byl již Kindermann čtyři roky litoměřickým biskupem.

## Litoměřický biskup
Po smrti biskupa Valdštejna jmenoval císař Josef II. Kindermanna za jeho zásluhy v oblasti reforem školských a pedagogických novým litoměřickým biskupem. Učinil tak dvorským dekretem 31. ledna 1790. Císař však Kindermannovi sdělil, že si přeje, aby dále pracoval na dokončení školské reformy. Ve srovnání s názory Marie Terezie spatřoval císař těžiště reforem jinde. Šlo mu o maximální sjednocení monarchie po všech stránkách včetně národnostní situace.
Papež Pius VI. potvrdil 1. dubna 1790 Kindemannovo jmenování. Ten se ještě před biskupským vysvěcením vzdal 10. června 1790 svého kanonikátu u Všech Svatých v Praze. V soukromé kapli pražského arcibiskupa přijal 4. července 1790 z rukou světícího biskupa Kriegra svěcení. Přisluhujícími byli pozdější strahovský opat Mayer a doksanský opat Winkelburg, kteří patřili do přátelského kruhu nového biskupa. Jeho osobnost byla tak jednoznačná, že se svěcení neúčastnil nikdo ze sídelních arcibiskupů a biskupů v českých zemích. To nepřímo dokazuje, že Kindermann byl nejen přesvědčeným josefinistou, ale i podezřelým z členství v zednářské lóži. Nedůvěra vysokého kléru byla trvalá a Kindermann byl posuzován spíše jako vysoký státní úředník než jako katolický biskup. To se ostatně brzy potvrdilo.
Na intronizaci do Litoměřic přijel Kindermann 10. října 1790. Průběh popsal ve své publikaci jeho spolupracovník František Antonín Steinský (1752–1816). Za litoměřickou katedrální kapitulu vítal nového biskupa Vavřinec Slavík, kapitulní děkan a současně generální vikář. Ten zůstával nejen věrný zemřelému Valdštejnovi, ale měl značný odstup od josefinistů, o zednářích pak ani nemluvě. Na jeho latinské uvítání odpověděl Kindermann německy. Tak ve Svatoštěpánské katedrále poprvé zazněla němčina v podobné situaci. Je to jeden z prvních oficiálních dokladů rostoucího národnostního napětí v Čechách.

## Záchrana vyšehradské kapituly
Litoměřické biskupství mělo ve srovnání s ostatními diecézemi nejnižší příjmy: 14 263 zlatých 43 krejcarů. Proto dal císař Kindermannovi vyplácet z náboženského fondu zvláštní příplatek 1000 zlatých ročně. Uvažovalo se i o tom, že by litoměřické biskupství převzalo od pražského arcibiskupství poměrně výnosný statek Světec. Z tohoto úmyslu však sešlo.
Když nevyšlo přidělení Světce diecézi, rozhodl císař, že starobylá vyšehradská kapitula bude trvale zrušena a veškeré jmění včetně Žitenic se stane součástí litoměřického biskupství. Tento úmysl vzbudil na české straně velké rozhořčení, což si Kindermann uvědomil, a požádal proto císaře, aby tak nečinil. Josef II. pouhých pět dní před svou smrtí toto rozhodnutí zrušil. Aby vyšehradská kapitula ocenila postoj biskupa Kindermanna, pořídila dva jeho portréty. Jeden pro sebe a druhý pro žitenický zámek. Zcela jistě to nebylo z vděku ke Kindermannovi, ale diplomatické řešení, které mělo vést ke zrušení nebo alespoň zmírnění národnostních sporů uvnitř vyšehradské kapituly.
Prvním činem biskupa Kindermanna v Litoměřicích bylo založení dívčí pokračovací školy, jejíž činnost svěřil svému důvěrníku v kapitule pateru Hirnlemu. Ten patřil k radikálním řešitelům národnostních otázek ve prospěch Němců.

## Josefinista a osvícenec
Kindermann zůstal věrný císaři, i když řadu jeho reforem v oblasti církve přijímal vyšší klérus s nechutí. Kindermann se ve smyslu absolutistického pojetí moci snažil vytvořit pevné orgány církevní správy všech stupňů. Vedle zodpovědnosti za litoměřické biskupství se zaměřoval především na školství v nejširším slova smyslu a na ekonomické zlepšení zdejšího zemědělství. Zavedl například nový typ vizitací. Ze zachovaných pramenů vyplývá, že důkladně zvizitoval každý rok okolo 60 farností, a tak osobně poznal celou problematiku diecéze.
Kindermann byl svým přesvědčením josefinista, a tak zřídil již roku 1791 při katedrále zvláštní školský ústav. Velkého ohlasu dosáhlo jeho zakládání industriálních škol, které byly postupně zřizovány nejen v monarchii, ale i v celé Evropě. Kindermannově pozornosti neušly ani sociální problémy a charitativní aktivity. V tomto ohledu získal podporu zvláště v Čechách, kde se školské reformy prolínaly s činnostmi sociálními a chudinskými. Proto také Kindermann pracoval v nově zřízené dvorské komisi pro chudé, v jejímž čele od počátku stál hrabě Jan Buquoy. Pro tuto službu se biskup snažil získat i duchovní, zvláště při kázáních. Měly vést klérus k budování chudobinců v Praze a v chudých oblastech Čech a zároveň širokou veřejnost k jejich dotování. Z této péče nevyjímal ani chudé pražské Židy.

## Závěr života
Ačkoliv Kindermann prosazoval němčinu, dokázal se, když bylo třeba, zastat Čechů. Svědčí o tom jeho některá konkrétní rozhodnutí. Např. při své rozmanité a časově náročné činnosti nemohl sám vykonávat duchovní službu na Vyšehradě, a proto ji svěřil děkanu kapituly Veselému, který byl znám jako přesvědčený český obrozenec. Zastal se též Josefa Dobrovského, když byl požádán baronem van Swietenem o jeho hodnocení. Kindermannova odpověď byla jednoznačně kladná. Dobrovský si to dobře uvědomoval, neboť napsal Josefu Helfertovi, „že mu Kindermann zachránil čest“. Přesto v tomto období rozpory mezi Čechy a Němci mohutněly. Kindermannova činnost se v tomto ohledu nelíbila především vyššímu kléru. Vyčítali mu jednoznačně kladný vztah k Habsburkům a podporu císařské církevní politiky. Některé jeho reformní zásahy však byly přijímány velmi kladně.
Litoměřický biskup trpěl dnou. V roce 1799 byl raněn mrtvicí, po níž přestal mluvit. Následující rok ale svou vůlí překonal zdravotní potíže a znovu začal kázat. Zemřel 25. května 1801 v biskupské rezidenci a jako první biskup byl pohřben na novém litoměřickém hřbitově, který sám vysvětil roku 1791. Biskup Kindermann patří jistě k významným tehdejším osobnostem, zvláště v oblasti školských reforem (jeho model školství byl později přejat na 500 školách v Čechách a na Moravě), ale nelze pominout i to, že svými postoji podstatně přispěl k zostření česko-německých vztahů v zemi.